# 林卡岛
08°44′33″S 119°42′3″E / 8.74250°S 119.70083°E
林卡島（印尼語：Rincah，又稱Rinca或Rindja）是位於印度尼西亞東努沙登加拉省，鄰近科莫多島的一個小島。該島以一種體長3米（10英尺）的巨蜥──科莫多龍聞名。林卡島也有不少野豬、水牛和鳥類棲息。
林卡島面積198平方公里。 島上自然環境優美，人煙稀少，不少遊客專程前來觀賞科莫多龍。公園管理處設有小艇從Labuanbajo開出，接載遊客登上弗洛勒斯島。

## 海況
林卡島和科莫多島人位處印度洋和弗洛勒斯海的南北通道上。由於水域面積大、岬口狭窄，林卡島和科莫多島間的水域產生逾10節（每小時10海里）的漩渦和水流。
2008年6月，五名水肺式潛水員（三名英國人、一名法國人和一名瑞典人）失蹤兩天後，在林卡島南岸被發現。一行五人從潛水船擱淺處漂流了20英里（32）。他們靠吃貝類和蠔幸存。